# Adriana Brodsky
Adriana Brodsky, La Bebota (Buenos Aires, 22 dicembre 1955), è un'attrice argentina.

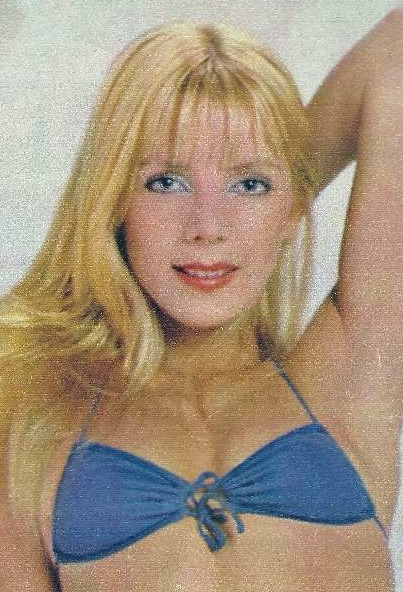
Adriana Brodsky

Ha lavorato con Jorge Porcel e soprattutto Alberto Olmedo, quindi, è conosciuta come "Ragazza di Olmedo".

## Filmografia

### Cinema
- Se acabó el curro, regia di Carlos Galettini (1983)
- Los matamonstruos en la mansión del terror, regia di Carlos Galettini (1987)
- El manosanta está cargado, regia di Hugo Sofovich (1987)

### Televisione
- Operación Ja-Já - serie TV (1981-1982)
- No toca botón - serie TV, 14 episodi (1986-1987)
- Las gatitas y ratones de Porcel - serie TV (1988)
- Palermo Hollywood Hotel - serie TV (2006)
- El parador - serie TV (2008-2010)
- Mitos, crónicas del amor descartable - serie TV (2009)

## Teatro
- "La noche está que arde" (1987)
- "La noche está que arde" (1989)
- "¿Será virgen mi marido?" (2000)
- "Reid mortales... el humor es sagrado" (2001)
- "¿Será virgen mi marido?" (2008)
- "Ariel y los hechiceros del caribe" (2009)
- "El glamour de San Luis" (2009)
- "Feliz caño nuevo" (2010)
- "Hechiceros del caribe" (2010)
- "Hasta las lolas" (2010)
- "La revista de San Luis" (2011)